# 森田直幸
森田 直幸（もりた なおゆき、1991年7月19日 - ）は、日本の元俳優である。エヌ・エー・シーに所属していた。同志社大学経済学部卒業。

## 経歴
映画『血と骨』では主演のビートたけしの息子役を演じたが、R指定の映画だったため、公開当時は出演した本人が完成作品を観ることができなかった。
『転校生』以降、大林宣彦作品に複数回出演していた。
2013年には芸能界を離れ、2014年に電通に入社し、2023年に結婚した。

## 出演

### テレビドラマ
- 連続テレビ小説（NHK総合）
  - ふたりっ子（1996年 - 1997年） - 雨宮春彦 役
  - ほんまもん（2001年 - 2002年） - 浅井勇人 役
  - てるてる家族（2003年 - 2004年） - 木塚拓夫 役
  - 風のハルカ（2005年） - 木内智也 役
  - 芋たこなんきん（2006年 - 2007年） - 野村寛司（少年期） 役
  - ちりとてちん（2007年 - 2008年） - 徒然亭草々（少年時代）役
  - てっぱん（2010年 - 2011年） - 村上鉄平 役
- 天の瞳（2000年3月25日、テレビ朝日） - ミツオ 役
  - 天の瞳2（2001年3月24日）
  - 天の瞳3（2002年12月19日）
- 新世紀ワイド時代劇・新春ワイド時代劇（テレビ東京）
  - 壬生義士伝〜新選組でいちばん強かった男〜（2002年）
  - 忠臣蔵〜決断の時（2003年） - 大石吉千代 役
- 愛の劇場 新・天までとどけ（2002年、TBS） - 賢一 役
- 土曜ワイド劇場 山村美紗サスペンス（2003年10月11日、テレビ朝日） - 三林正文 役
- 水戸黄門（TBS・C.A.L）
  - 第32部 第15話「おいらの馬は日本一 -三春-」（2003年11月24日） - 太吉 役
  - 第34部 第12話「風の鬼若怒りの秘剣 -蝦夷-」（2005年4月11日） - 重蔵の幼い息子・千十郎 役
- 夜桜お染 第6話「お時殺し」（2003年12月2日、フジテレビ・映像京都） - 信吉 役
- ドラマ30（TBS系列）
  - 新・いのちの現場から（2004年、毎日放送） - 谷口哲也 役
  - スウとのんのん（2005年、CBC） - 海江田柊也 役
  - こどもの事情（2007年、CBC） - 原健人 役
- 木曜ミステリー（テレビ朝日、東映）
  - おみやさん 第3シリーズ 第3話（2004年7月8日） - 山下竜一（少年期）役
    - おみやさん 第7シリーズ 第7話（2010年6月3日） - 小林栄介 役
    - おみやさん 第8シリーズ 第6話（2011年6月2日） - 関根淳一 役
- 阪神淡路大震災十年特別番組 悲しみを勇気に変えて（2005年1月、毎日放送）
- 11通の…出せなかったラブレター 第7通『コンプレックス』（2005年2月19日、朝日放送）
  - 11通の…出せなかったラブレター 第10通『カミヒコウキ』（2005年3月12日、朝日放送） - 水谷春樹 役
- 女王の教室スペシャル エピソード2〜悪魔降臨〜（2006年3月18日、日本テレビ） - 宮内英二 役
- 信長の棺（2006年11月5日、テレビ朝日） - 森蘭丸 役
- 佐賀のがばいばあちゃん（2007年1月4日、フジテレビ） - 徳永昭広（小学6年生 - 中学生）役
- オトンの宝物（2007年9月7日、NHK大阪） - 主演・川島拓 役
- HTBスペシャルドラマ そらぷち（2007年、北海道テレビ） - 主演・水島信雄 役
- 土曜ドラマ（NHK総合）
  - ジャッジ 〜島の裁判官奮闘記〜 第1シリーズ 第2話（2007年10月13日） - 牧竜一 役
    - ジャッジ 〜島の裁判官奮闘記〜 第2シリーズ 第1、3、5話（2008年10月25日 - 11月22日）

  - 刑事の現場 第3話 （2008年3月22日） - 中沢弘道 役
- 水曜ミステリー9 誤算（2008年、テレビ東京） - 鬼沢宏 役
- ケータイ捜査官7 第13話（2008年、テレビ東京） - 森下博文 役
- 課長島耕作2-香港の誘惑-（2008年、日本テレビ） - 中沢賢治 役
- ひるドラ おちゃべり 第9話 （2009年、毎日放送） - 佐藤浩平 役
- 相棒 Season 8 第6話「フェンスの町で」（2009年11月25日、テレビ朝日） - 土本公平 役
- 明日の光をつかめ2（2011年7月 - 9月、東海テレビ） - 大石真太郎 役
  - 明日の光をつかめ -2013 夏-（2013年7月 - 8月）
- 科捜研の女 第11シリーズ 第2話（2011年10月27日、テレビ朝日） - 畑山隆二 役

### 映画
- 世にも奇妙な物語 映画の特別編（2000年） 第2話『携帯忠臣蔵』 - 吉千代 役
- 化粧師 KEWAISHI（2002年） - 小吉 役
- 機関車先生（2004年） - 西本修平 役
- 血と骨（2004年） - 金正雄（少年期）役
- 鉄人28号（2005年） - 松川健太 役
- Jam films・female「女神のかかと」（2005年） - 水沼真吾 役
- TWO LOVE〜二つの愛の物語〜君と歩いた道（2005年） - 大吾 役
- 酒井家のしあわせ（2006年） - 主演・酒井次雄 役
- 転校生 -さよなら あなた-（2007年） - 主演・斉藤一夫 役
- きみの友だち（2008年） - 和泉文彦 役
- その日のまえに（2008年） - 川田タダシ 役
- 大阪ハムレット（2009年） - 主演・久保行雄 役
- 色即ぜねれいしょん（2009年） - 伊部隆法 役
- 半分の月がのぼる空（2010年）- 少年 役
- この空の花 長岡花火物語（2012年） - 高橋良 役
- リアル鬼ごっこ3（2012年）- コダマ 役
  - リアル鬼ごっこ5（2012年）
- ガキ☆ロック（2014年）

### その他の番組
- スタジオパークからこんにちは（2011年2月7日、NHK総合） 遠藤要と出演
- かんさい土曜ほっとタイム（2011年2月12日、NHKラジオ第1）「ほっと人物ファイル」
- ほろびた国の旅（2011年7月25日 - 29日 全5回、NHK-FM）「ラジオドラマ 青春アドベンチャー」 - 主演・森田直幸 役

### CM
- 公共広告機構（現：ACジャパン）「追いかけてくる手」（2008年度近畿地区地域キャンペーン）

### ミュージックビデオ
- FUNKY MONKEY BABYS『それでも信じてる』